# Елль Еванс
Елль Е́ванс (англ. Elle Evans, при народженні Ліндсі Гейл Еванс, англ. Lindsey Gayle Evans; нар. 9 грудня, 1989)  — американська модель та акторка, яка живе і працює в Лос-Анджелесі, штат Каліфорнія. Стала найбільш знаменитою появою в музичному відео «Blurred Lines» Робіна Тіка та Фаррелла Вільямса . Також, вона є одним із обличч NYX Cosmetics

## Ранні роки
Еванс народилась 9 грудня 1989 року в Парижі, Техас і виросла у місті Blanchard, штат Луїзіана. Навчалася в Northwood High School and відвідувала Northwestern State University, де її основною спеціалізацією була радіожурналістика.
Еванс — володарка титулу конкурсу краси Юна міс Луїзіана США 2008. Також, вона брала участь в національному конкурсі Юна Місс США 2008, де вона стала третьою учасницею, яка зайняла друге місце. Однак вона була позбавлена цього титулу після одинадцяти місячного арешту щодо інциденту в ресторані, під час якого знайшли марихуана в її гаманці. Внаслідок цього, і вона, і троє друзів звинувачувалися в томуб що не заплатили за рахунок. Одразу після арешту, цей інцидент отримав широке висвітлення в пресі, і Еванс попросили зпозувати для розвороту журналу Playboy. У віці 19 років вона стала подружкою місяця журналу Playboy  за жовтень 2009 під її повним, офіційним ім'ям, Ліндсі Гейл Еванс. Її фотографом був Стівен Вейд (англ. Stephen Wayda).

## Кар'єра
В 2015 Еванс з'явилась в іншому музичному відео, цього разу для гурту Muse та їх синглу «Mercy». Режисером виступив Sing J Lee і воно було випущено в червні.

## Особисте життя
Еванс мала стосунки з канадським музичним продюсером Deadmau5 і вони жили разом в Торонто. Пара розійшлась в 2011 після року разом. З лютого 2015 року зустрічається з фронтменом гурту Muse Меттом Белламі, а у 2017 пара заручилась. Влітку 2019 вони одружилися, з цього часу Еванс приховувала своє особисте життя, фани здогадувалися про її вагітність. Офіційно 10 січня 2020 року в інстаграмі вона опублікувала фотографію, де помітна вагітність, і через кілька днів повідомила, що вагітна дівчинкою. 